# Joachim Schäfer (Musiker, 1950)

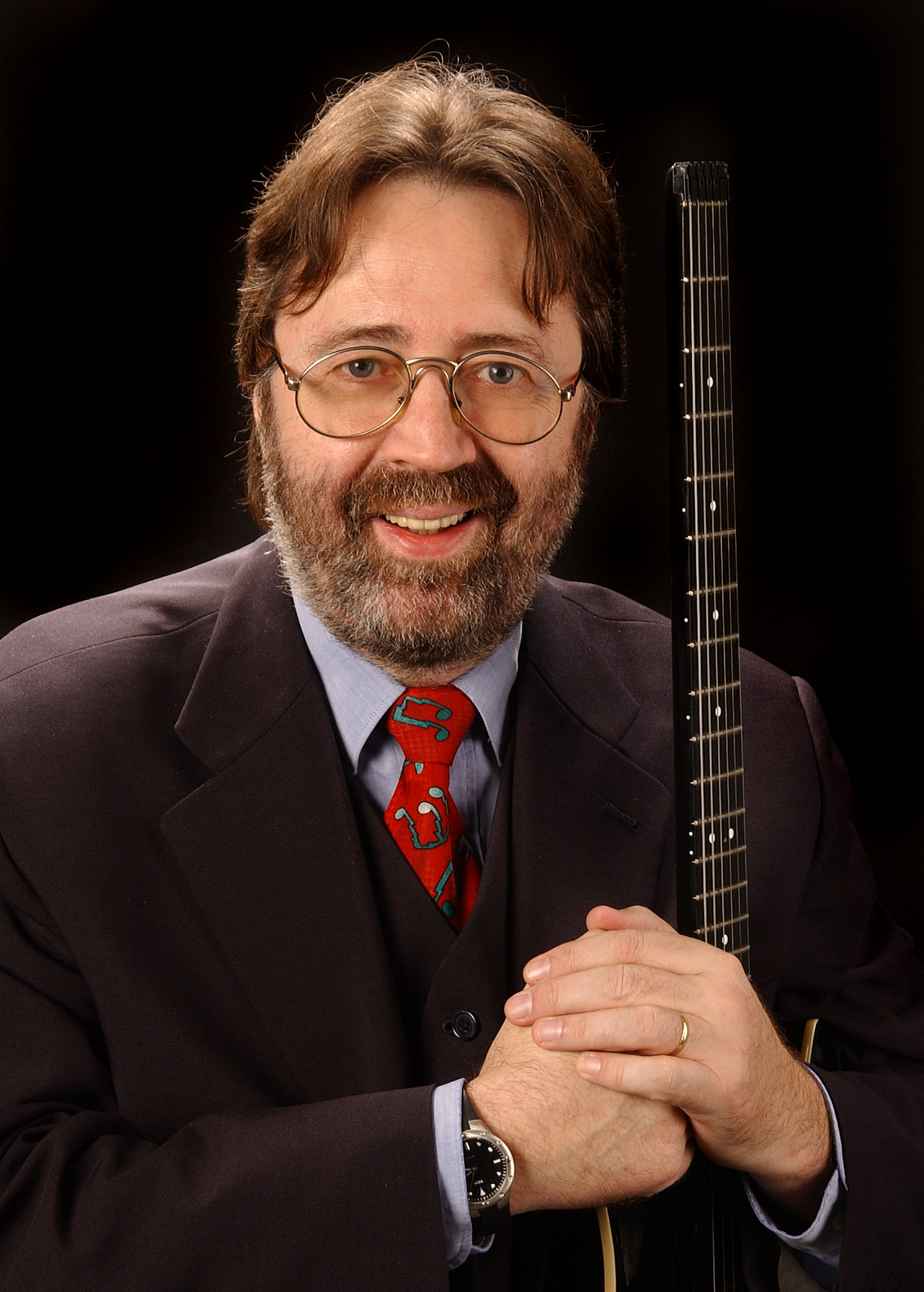
Joachim Schäfer (2002)

Joachim Schäfer (* 16. Juli 1950 in Mannheim) ist ein deutscher Musiker, Sänger, Komponist, Texter, Produzent, Musikverleger und Studiobetreiber.

## Leben
Durch den Einfluss von Großvater (Flötist) und Vater (Cellist), beide Theatermusiker und Musiklehrer, kam nie ein Zweifel auf, in welche Richtung es mal gehen sollte.
Bei Schülerkonzerten stand er mit zehn Jahren das erste Mal auf der Bühne. Doch die Beat-Musik änderte die Begeisterung radikal und lenkte alles in eine andere Richtung. Mit der Schülerband „The Thunderbirds“ wurde man im regionalen Raum und später mit der Profi-Rockband „Kin Ping Meh“ in ganz Deutschland enorm populär. Vor dem Besuch der Musikschule Mannheim absolvierte Schäfer allerdings noch eine Ausbildung bei der C. Bechstein Pianofortefabrik als Klavierbauer.
Ende der 70er war er als Background-Chorsänger z. B. bei Produktionen von Paola Felix, Costa Cordalis, Ricki King, Pete Tex, Joy Unlimited oder Ivan Rebroff tätig, spielte bei verschiedenen Musicals Gitarre im Orchestergraben vom Nationaltheater Mannheim. Gleichzeitig entwickelte Schäfer die Mannheimer Musikkneipe MILJÖÖ und organisierte dort in sieben Jahren über 700 Veranstaltungen. Daneben betreute Schäfer den Freizeitpark „Tivoli“ in Pirmasens nebst Circus. Später war er für einige Zeit als Musiklehrer mit halbem Deputat am Gymnasium der Albertus-Magnus-Schule in Viernheim tätig. Ende der 90er verlegte er mit seinen Tonstudios seine Hauptaktivitäten auf das Lokalisieren von PC-Games. Für ein Jahrzehnt war man für Musik-, Sprach- und Geräuschaufnahmen verantwortlich. Ein Label und Musikverlage wurden angegliedert. Als Bandleader tourte er mit dem Gesangsduo Nina und Mike in den USA durch die deutschen Clubs der östlichen Staaten. Joachim Schäfer ist immer noch, vorwiegend im Kurpfälzer Raum, musikalisch auf Bühnen unterwegs. Mannheim ehrt ihn 2016 mit dem Bloomaulorden.

### Band: The Thunderbirds
1962 gründete er die Mannheimer Coverband „The Thunderbirds“ mit Gerhard Mayer, Torsten Herzog (Harry Abbi), Werner Stephan und Hubert Weber für eine Weihnachtsfeier. Man blieb zusammen als Schülerband und spielte in Jugendheimen, Gemeindesälen, beim Cola-Ball oder in Tanzschulen. Zwischenzeitlich war Schäfer Mitglied bei Nine Days Wonder, ging allerdings wieder zurück zu den Thunderbirds.
Die Truppe hat sich in alter Besetzung wieder formiert und spielt auch 2022 die Hits der sechziger Jahre. Wahrscheinlich ist diese Band nun „Die Älteste Beat-Band Deutschland“.

### Band: Kin Ping Meh
1970 entstand aus der alten Band mit Joachim Schäfer, Torsten Herzog, Werner Stephan, dazu Kalle Weber und Frieder Schmitt die Rockband „Kin Ping Meh“. Den Durchbruch erreichten sie in der Fernsehsendung „Talentschuppen“ vom SWF Baden-Baden von Dieter Pröttel, zusammen mit Udo Jürgens und Juliane Werding. Außerdem gewannen sie einen wichtigen nationalen Wettbewerb in Hamburg, veranstaltet von der „Bild am Sonntag“, „Constantin Filmverleih“ und dem Label „Polydor“. Danach wurden „Kin Ping Meh“ Profis und tourten jahrelang durch Deutschland, u. a. mit Deep Purple, den Hollies, mit Uriah Heep oder standen mit den Scorpions auf einer Bühne. In diese Zeit kam es auch zu zahlreichen Funk- und Fernsehauftritten (Beatclub) und dem Kinofilm Sonne, Sylt und kesse Krabben mit Ingrid Steeger.

### Solo: Joachim Schäfer

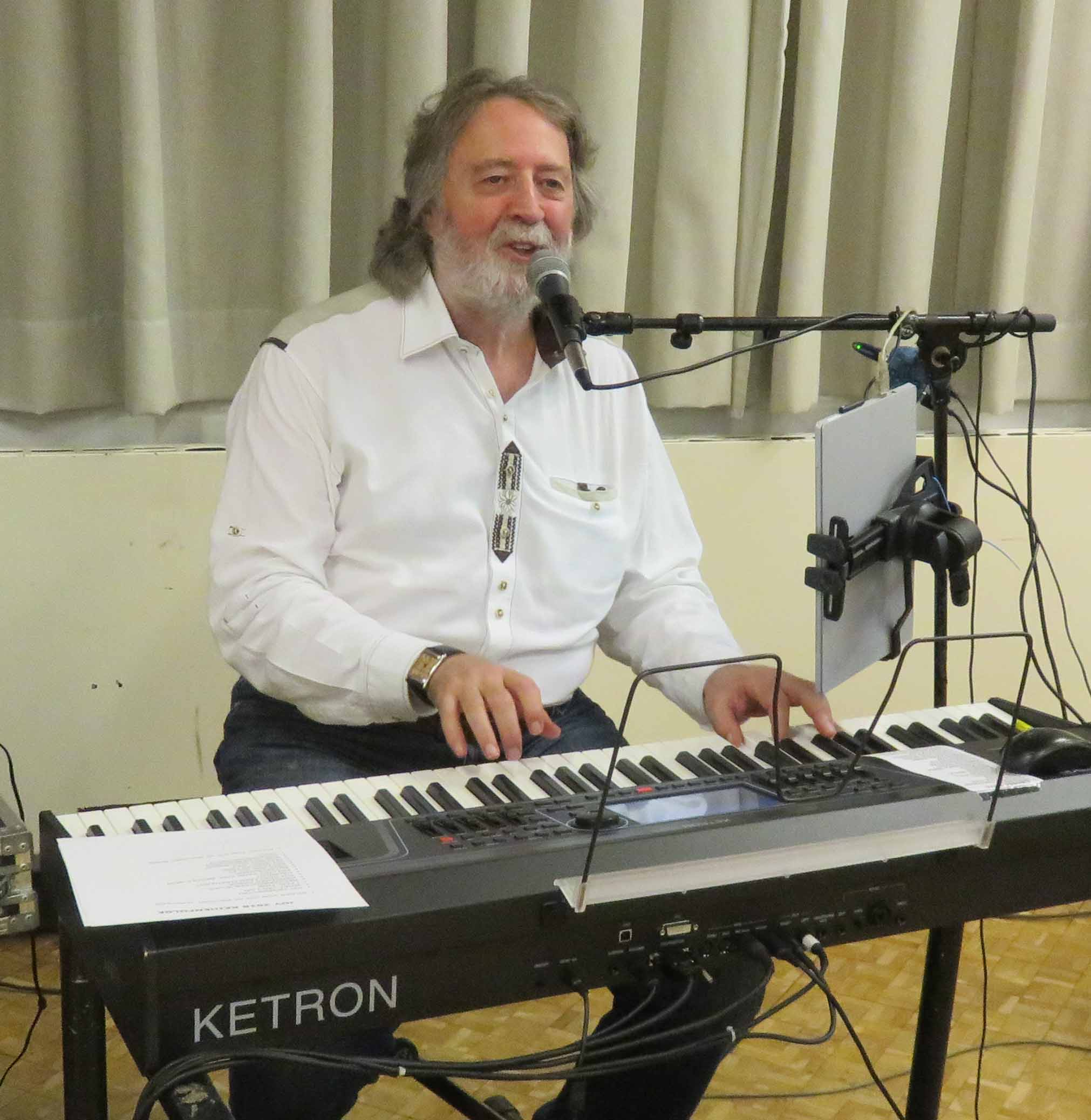
Joachim Schäfer als Alleinunterhalter (2018)

Als Sänger und Solist wurde Schäfer bekannt, als 1973 nach seinem Weggang von Kin Ping Meh unter dem Slogan „Mensch Meier Mannem“ + „Wasserturm-Boogie“ seine erste Mundart-Platte erschien, produziert mit Joy and the Hit Kids. Zur Bundesgartenschau 1975 erschienen der offizielle Musikbeitrag „Schau schau Bundesgartenschau“ und „Hey Unkel Willi“. Dadurch wurde man bei CBS auf ihn aufmerksam und es entstand sein erstes Solo-Album „Joachim Schäfer I“ mit dem Single-Hit „Badetag“. Sein zweites LP-Album mit alten und neuen Songs im Mannheimer Dialekt erschien 1982.
Es folgte, dieses Mal als CD, der Sampler „Schäfer III - Schäfer und seine Freunde“, unter Mithilfe von Nina und Mike, Trainer Uli Stielike mit den Waldhof-Buben, Harold Kreis mit den MERC-Adlern, dem Opernstar Peter Parch, dem Polizeichor, Adax + Mattel Dörsam, Karin Rühle und Ute Berling und Heinz Möllmann (v. Peter Maffey).

## Lieder und Veröffentlichungen
- Polydor
  - Everything's my way, Woman mit Kin Ping Meh (Single)
  - Alexandra, Everyday mit Kin Ping Meh (Single)

- Trendrecords:
  - Mensch Meier Mannem, Wasserturm-Boogie (Single)

- Rubo:
  - Schau Schau Bundesgartenschau, Hey Unkel Willi (Single)

- CBS:
  - Badetag, Ich bin so frustriert (Single)
  - Schäfer I (LP)

- Mouton Records:
  - Weihnachtsmedley (Single)
  - Schafer II, Schäfer und seine Freunde (LP)
  - Frankenthal, klarer Fall (Single)
  - Schäfer III, Schäfer und seine Freunde (CD)
  - Schäfer IV, …s.a.m.m.l.u.n.g… (Doppel-CD, Best of)

- Ariola:
  - Soundtrack „Earth 2140“

- Topware:
  - Peter Graf Persiflage „What goes on - kommt hier der Graf mit dem Geldkarton“ (+Videoclip)

### Produktionen
- Mouton Records:
  - Zehnkampf (Hingsen, Kretschmer, Wenz zur Olympiade 1984) (Single)
  - Hundert Jahre Feuerio (mit Xavier Naidoo) (Maxi-Single)
- athmo-music - Relaxing & Meditation: -zusammen mit Gerd Hofmann- (CDs)
  - The Lounge 1
  - The Lounge 2
  - The Lounge 3
  - Skys
  - Trees
  - Water
  - Wellness-Music Vol. 1
  - Wellness-Music Vol. 2
  - Wellness-Music Vol. 3
- ensemble 3 plus x - Nationaltheater Mannheim:
  - W.A. Mozart: Horn- und Klarinettenkonzert

### Notenbuch
- Schäfchen Musikverlag
  - So klingt's in den Quadraten

## Computerspiele
Musik und Sprachaufnahmen in fünf Sprachen und EFX (Geräusche)
- Top Ware:
  - New Motion
  - Earth 2140
  - Earth 2140 (Expansionpack I)
  - Earth 2140 (Expansionpack II)

## Veröffentlichungen zusammen mit Gerd Hofmann
- Zuxxez:
  - Emergency
  - Knights and Merchants - The Peasants Rebellion
  - Knights and Merchants - The Shattered Kingdom
  - Digitale Hühnerjagd
  - World War III
  - KnightShift
  - I of the Dragon
    - Zweitverwertungen:
      - Eidos, Hemming, BigBen Interactive, ak tronic Softeware, TopWare interactiv Poland, ALIVE, Blackstar, Koch Media, E.P.I.C-Interactiv, Arctis Software, Pearl,

    - Zeitschriftenbeilage:
      - PC Action, Superplayer Special, Totally Strategie, PLAYING ALIVE, 25 Supergames, PC JOKER, Computer BILD Spiele

## MILJÖÖ, Musikkneipe
Von 1979 bis 1986 managte Schäfer den Studentenclub „Miljöö“. In der Musikkneipe traten u. a. auf: Extrabreit, Trio, Tokio, Terence Trent D'Arby, Supercharge, Mitch Mitchell (Jimi Hendrix), Ulrich Roski, Zeltinger Band, UKW, Münchner Freiheit, Wolf Maahn, Schulzkes Skandaltrupp, Edo Zanki, Inga Rumpf, Ina Deter, Pete York, Curt Cress, Purple Schulz, A. Mangelsdorf.
Auftritte hatten auch Musiker aus der Kurpfälzer Musikszene: Circus Haselbeck, Amokoma, Peter Lübke, Elkie and the Steelers, Crypton, Bigband 70, Jule Neigel, uvm.

## TMS-Multimedia
- T - Tonstudio Mannheim
- M - Mouton Records
- S - Schäfchen Musikverlag

1983 wurde der „Schäfchen Musikverlag“ gegründet (mit inzwischen über 800 Veröffentlichungen).
Gleichzeitig entstand das Label „Mouton Records“, später kamen die beiden Labels „ensemble 3 plus X“ (Klassik) und „athmo-music“ (Wellness) dazu.
Ein Jahr darauf eröffnete man das „Tonstudio Mannheim“ in Mannheim-Rheinau. Inzwischen sind es 4 Studios für ganz unterschiedliche Bereiche. Ein weiteres Projektstudio wurde in Spanien bei Alicante erstellt.

## Auszeichnungen
- Bloomaulorden (2016), höchste bürgerschaftliche Auszeichnung Mannheims

## Wettbewerbe
- 1961 Hertie – Jugend-Musikwettstreit
- 1962 Hertie – Jugend-Musikwettstreit
- 1970 HAFA – Messe, Ludwigshafen (Kin Ping Meh)
- 1970 Pop Shop, Baden-Baden, SWF (Kin Ping Meh)
- 1971 Bild am Sonntag + Constantin Filmverleih (Kin Ping Meh)
- 1992 Weiß-Blauer Gaudi-Max, Bayerischer Rundfunk (mit Gerd Rubenbauer)
- 2009 Verstehen Sie Spaß? ARD (mit Frank Elstner)

## Familie
Schäfer ist seit 1984 verheiratet, er hat einen Sohn und eine Tochter.